# Jean Muir

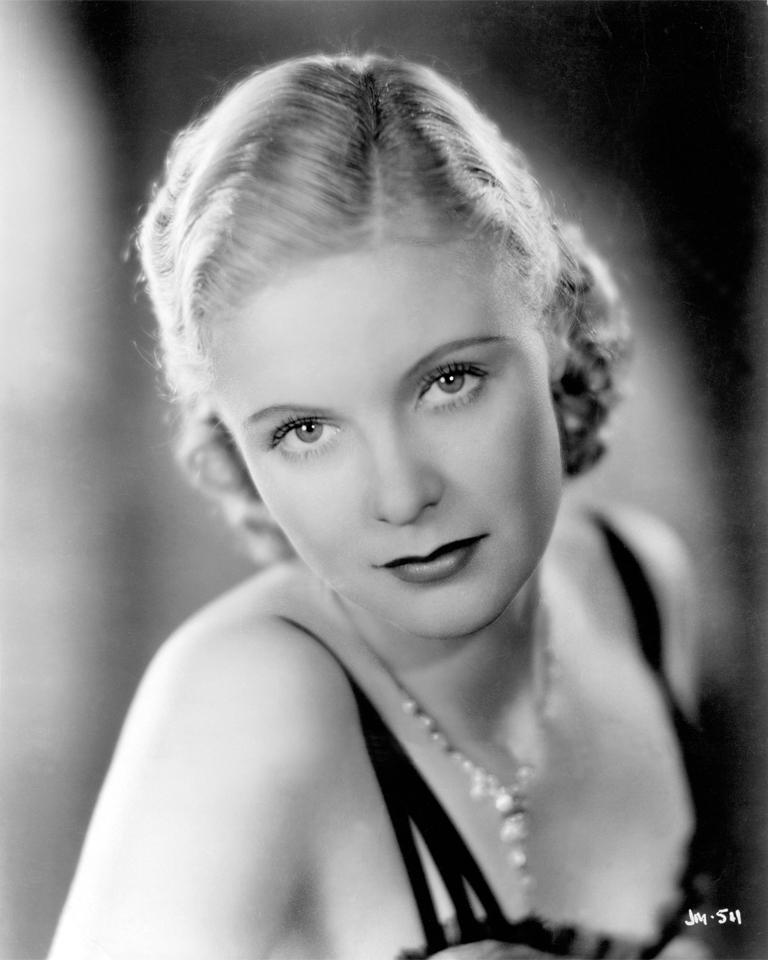
Jean Muir.

Jean Muir, född 13 februari 1911 i Suffern, New York, död 23 juli 1996 i Mesa, Arizona, var en amerikansk skådespelare.
Muir var bland de första att bli svartlistade i Hollywood och nöjesindustrin då hon fanns med i pamfletten Red Channels som listade kommunistsympatisörer. Hon förlorade genast sin roll på TV i familjeserien The Aldrich Family. Muir menade att hon var helt oskyldig till anklagelserna.
Hon har en stjärna för sina insatser inom film på Hollywood Walk of Fame vid adressen 6280 Hollywood Blvd.

## Filmografi, urval
- 1933 – Livets gyckelspel
- 1935 – En midsommarnattsdröm
- 1940 – Fönstret över floden
- 1943 – Alla himlar öppna sig